# باول جونسون (مدير فني)
باول جونسون (بالإنجليزية: Paul Johnson)‏ هو مدير فني أمريكي، ولد في 20 أغسطس 1957 في نيولاند في الولايات المتحدة.